# Gai Fabi Ambust (cònsol 358 aC)
Gai Fabi Ambust (en llatí: Caius Fabius (C. F. M. N.) Ambustus) va ser un magistrat romà del segle iv aC. Era fill de Numeri Fabi Ambust i germà de Marc Fabi Ambust
Va ser elegit cònsol romà el 358 aC juntament amb Gai Plauci Pròcul, any en què va ser designat també un dictador davant el perill dels gals.